# El fill de l'italià
El fill de l'italià és una novel·la de l'escriptor català Rafael Nadal i Farreras publicada el 2019. Fou guardonada amb el Premi de les lletres catalanes Ramon Llull el 2019.

## Argument
El protagonista Mateu creix en una família pobre de Caldes de Malavella. No trigarà en descobrir que el seu pare podria ser un foraster italià que va fer una estada al poble com a conseqüència de l'enfonsament del cuirassat Roma a la Segona Guerra Mundial. Per aquest motiu Mateu viatjarà a la ciutat de Gènova.